# لويس الثالث، دوق هسن الأكبر
لويس الثالث، دوق هسن الأكبر (بالألمانية: Ludwig III von Hessen )‏ (و. 1806 – 1877 م) هو أرستقراطي ألماني، ولد في دارمشتات، توفي في سيهيم - يوجينهايم، عن عمر يناهز 71 عاماً.

## التعليم
تعلم في جامعة لايبتزغ.

## جوائز
حصل على جوائز منها:
- وسام فارس رهبانية الصوفة الذهبية
- وسام القديس جورج من الدرجة الرابعة  [لغات أخرى]‏
- نيشان فرسان القديس أندراوس
- وسام القديس جورج من الدرجة الثالثة  [لغات أخرى]‏.